# Estádio Presidente Juan Domingo Perón

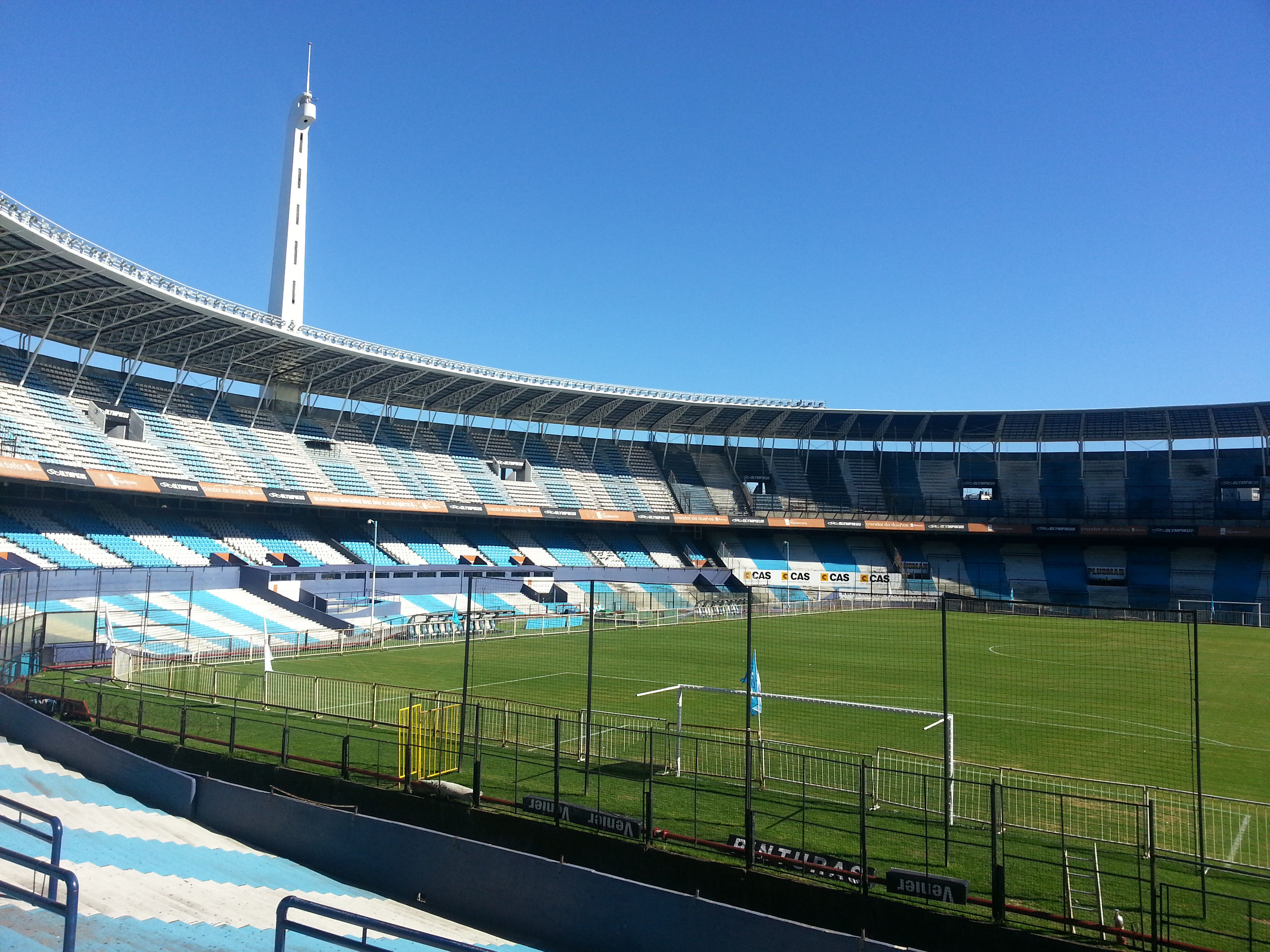
Estádio Presidente Juan Domingo Perón

Estadio Presidente Juan Domingo Perón is een multi-functioneel sportstadion in Avellaneda, Argentinië. Het stadion heeft een capaciteit van 64.389 zitjes. Het werd gebouwd in 1950. Het is de thuishaven van voetbalclub Racing Club de Avellaneda. 

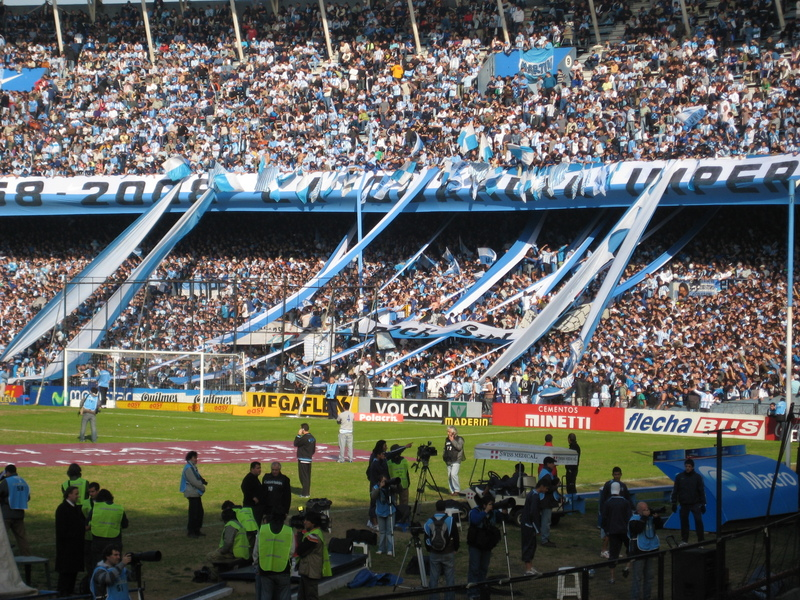
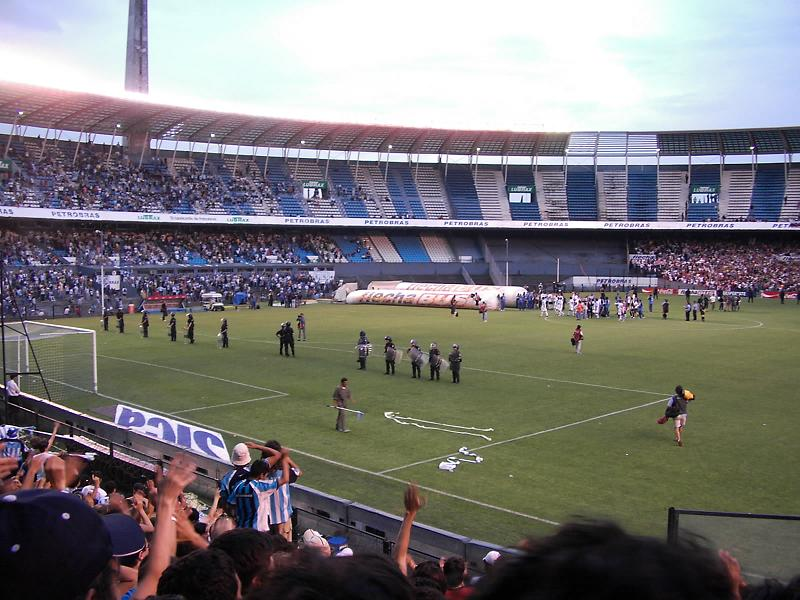
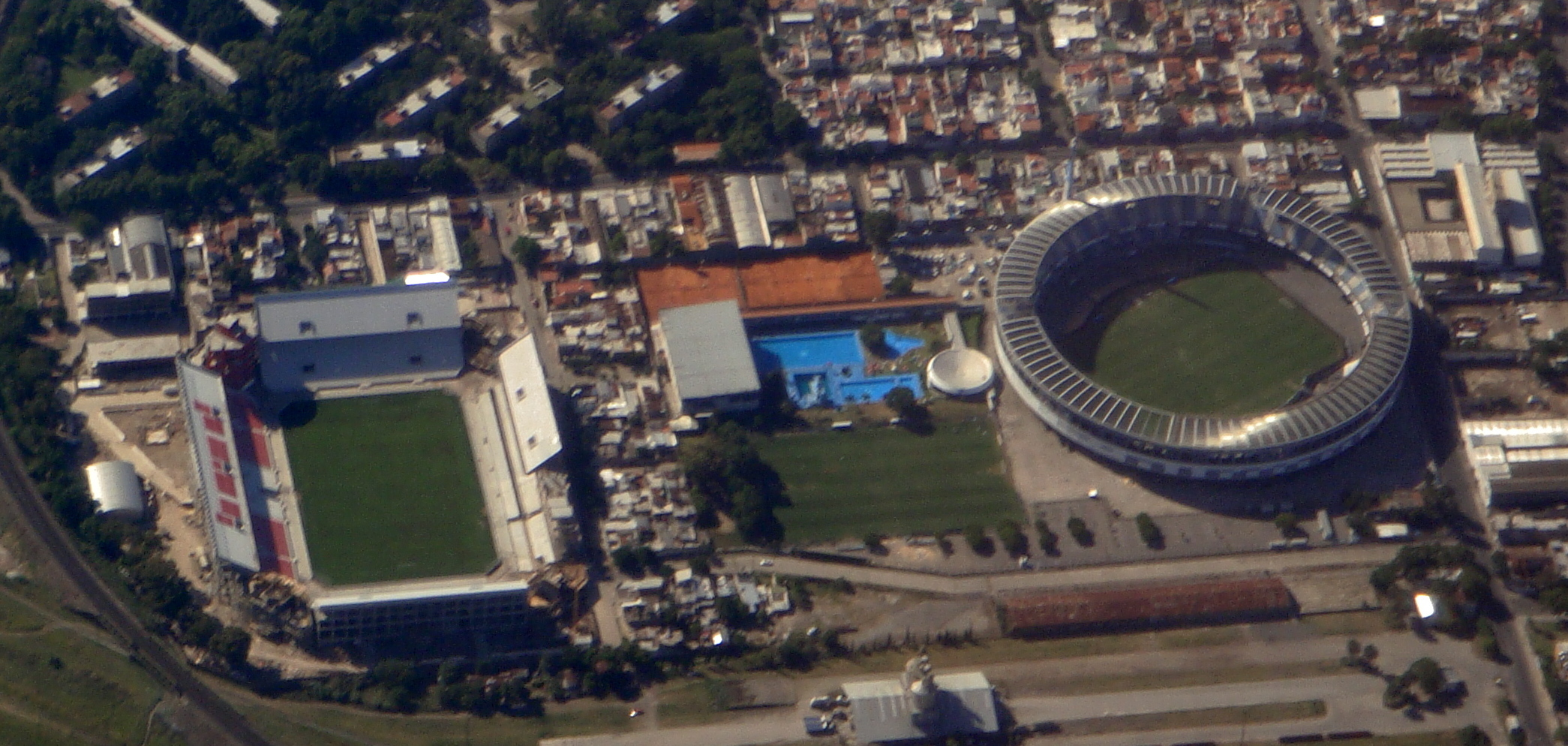